# Rutilia dorsomaculata
Rutilia dorsomaculata är en tvåvingeart som först beskrevs av Macquart 1851.  Rutilia dorsomaculata ingår i släktet Rutilia och familjen parasitflugor. Inga underarter finns listade i Catalogue of Life.